# Le Cabaret du grand large
Pour plus de détails, voir Fiche technique et Distribution.
Le Cabaret du grand large est un film français réalisé par René Jayet et sorti en 1946.

## Synopsis
L'inspecteur Thomas (Antonin Berval) rentre chez lui un soir de pleine obscurité, lorsqu'il remarque dans la rue, un homme portant une valise  lourde, et semblant inquiet car suivi par deux hommes. L'homme se réfugie dans un bistrot de quartier et Thomas, par curiosité, entre aussi dans l'établissement et s'aperçoit que cette valise change de main. L'inspecteur Thomas fatigué de sa longue journée se retire mais entend deux coups de feu au fond de l'établissement. Les deux agresseurs ont disparu, mais le nouveau propriétaire de la valise est appréhendé. Ce colis devait être livré à un homme se trouvant au cabaret du grand large.... nommé Wang (Sessue Hayakawa). Le cabaret est tenu par madame Reine (Susy Prim), et l'énigme se poursuit dans les sous-sols de l'établissement...

## Fiche technique
- Titre : Le Cabaret du grand large
- Réalisation : René Jayet
- Scénario : Jacques Chabannes
- Décors : Aimé Bazin
- Photographie : Alphonse Lucas
- Son : René Longuet
- Musique : Vincent Scotto
- Montage : Renée Guérin
- Production : Codo Cinéma
- Pays de production :  France
- Format :  Noir et blanc - 1,37:1 - 35 mm - Son mono
- Genre : Policier
- Durée : 90 minutes
- Date de sortie : 
  - France : 30 octobre 1946
- Visa d'exploitation : 3939 (délivré le 24/07/1946)

## Distribution
- Sessue Hayakawa : professeur Wang
- Fernand Fabre : Richard
- André Talmès : Marcel
- Antonin Berval : le commissaire Thomas
- Suzy Prim : Reine
- Charles Lemontier : le commissaire
- Lucien Hector : un inspecteur
- Simone Cerdan : une dame
- Émile Ronet : Adrien
- Victor Vina : le juge d'instruction
- Georges Aminel : Willy
- Roger Vincent : Petrozzi